# 강진군·완도군
강진군·완도군은 대한민국의 옛 국회의원 선거구이다. 당시 전라남도 강진군과 완도군 지역을 관할했다.

## 역사
제13대 국회의원 선거를 앞두고 장흥군·강진군·영암군·완도군 선거구에서 분리되면서 신설되었다.
제18대 국회의원 선거를 앞두고 선거구 개편이 일어났다. 이에 강진군은 신설되는 장흥군·강진군·영암군 선거구를 구성하게 되었으며 완도군은 신설되는 해남군·완도군·진도군 선거구를 이루게 됨에 따라 폐지되었다.

## 역대 국회의원
| 선거   | 정당 | 정당           | 의원   |
| ------ | ---- | -------------- | ------ |
| 1988년 |      | 평화민주당     | 김영진 |
| 1992년 |      | 민주당         | 김영진 |
| 1996년 |      | 새정치국민회의 | 김영진 |
| 2000년 |      | 새천년민주당   | 천용택 |
| 2004년 |      | 열린우리당     | 이영호 |

## 역대 선거 결과

### 대한민국 제13대 국회의원 선거
|  | 40.46% |

|  | 32.22% |

|  | 25.74% |

|  | 1.56% |

### 대한민국 제14대 국회의원 선거
|  | 45.70% |

|  | 39.53% |

|  | 14.76% |

### 대한민국 제15대 국회의원 선거
|  | 51.48% |

|  | 24.58% |

|  | 16.54% |

|  | 5.18% |

|  | 1.14% |

|  | 1.05% |

### 대한민국 제16대 국회의원 선거
|  | 76.93% |

|  | 23.06% |

### 대한민국 제17대 국회의원 선거
|  | 52.17% |

|  | 45.78% |

|  | 2.04% |